# Persone di nome Juan/Cestisti
| Questa pagina contiene informazioni ricavate automaticamente dalle voci biografiche con l'ausilio del template Bio e di un bot. L'aggiornamento è periodico e automatico e ricostruisce completamente la pagina. Se manca una persona in questa lista, sei pregato di non aggiungerla, ma accertati piuttosto che la sua voce biografica contenga il template Bio e che i dati anagrafici siano correttamente compilati. Se il template Bio manca, inseriscilo tu stesso o, in alternativa, metti l'avviso {{tmp\|Bio}} che ne segnala la mancanza. Se i dati riportati sono sbagliati, correggi direttamente la voce biografica; le modifiche saranno visibili in questa lista entro pochi giorni. Per chiarimenti vedi il progetto antroponimi. La lista contiene solo le 77 persone che sono citate nell'enciclopedia e per le quali è stato implementato correttamente il template Bio. Pagina aggiornata al 23 feb 2025. |

Questa è una lista di persone presenti nell'enciclopedia che hanno il nome Juan e sono cestisti.

## A(2)
- Juan Alberto Aguilar, ex cestista spagnolo (Siviglia, n. 1988)
- Juan Arredondo, cestista e allenatore di pallacanestro cileno (Valparaíso, n. 1918 - Cartagena, † 2015)

## B(5)
- Juan Ramón Báez, cestista portoricano (Santurce, n. 1935 - † 2022)
- Juan Alberto Barea, cestista argentino (n. 1931 - † 2012)
- Juan Carlos Barros, ex cestista spagnolo (La Coruña, n. 1967)
- Juan José Bernabé, ex cestista spagnolo (Alicante, n. 1975)
- Juan Brussino, cestista argentino (Cañada de Gómez, n. 1991)

## C(6)
- Juan Pablo Cantero, cestista argentino (Paraná, n. 1982)
- Juan Carbonell, cestista spagnolo (Barcellona, n. 1906 - † 1991)
- Juan Marcos Casini, cestista argentino (Córdoba, n. 1980)
- Juan Antonio Collazo, cestista, allenatore di pallacanestro e pianista uruguaiano (Montevideo, n. 1896 - Montevideo, † 1945)
- Juan Antonio Corbalán, ex cestista spagnolo (Madrid, n. 1954)
- Juan Coronado, ex cestista dominicano (Concepción de la Vega, n. 1983)

## D(5)
- Juan Esteban de la Fuente, cestista argentino (Mar del Plata, n. 2000)
- Juan Dixon, ex cestista e allenatore di pallacanestro statunitense (Baltimora, n. 1978)
- Juan Domecq, ex cestista cubano (n. 1950)
- Juan Ducasse, cestista uruguaiano (Montevideo, n. 1998)
- Juan Domingo de la Cruz, ex cestista argentino (Buenos Aires, n. 1954)

## E(2)
- Juan Espil, ex cestista argentino (Bahía Blanca, n. 1968)
- Jackie Espinosa, ex cestista statunitense (Plattsburgh, n. 1965)

## F(5)
- Juan Manuel Fabi, ex cestista argentino (Bahía Blanca, n. 1982)
- Juan Fernández, cestista argentino (Río Tercero, n. 1990)
- Juan Ramón Fernández Robert, ex cestista spagnolo (Badalona, n. 1954)
- Juan Francisco Fernández, cestista argentino (Santa Fe, n. 2002)
- Juan Pablo Figueroa, cestista argentino (Córdoba, n. 1986)

## G(5)
- Juan José Gallo, cestista cileno (Iquique, n. 1924 - † 2003)
- Juan García García, cestista cubano (Luarca, n. 1926 - Guaynabo, † 2003)
- Juan José García, cestista dominicano (Santo Domingo, n. 1989)
- Juan Gazsó, cestista argentino (Telečka, n. 1922 - Córdoba, † 2003)
- Juan Pedro Gutiérrez, ex cestista argentino (Nueve de Julio, n. 1983)

## H(1)
- Juancho Hernangómez, cestista spagnolo (Madrid, n. 1995)

## J(1)
- Juan Ignacio Jasen, cestista argentino (Bahía Blanca, n. 1985)

## L(2)
- Juan Manuel Locatelli, ex cestista argentino (Tres Arroyos, n. 1975)
- Juan Manuel López Iturriaga, ex cestista spagnolo (Bilbao, n. 1959)

## M(12)
- Juan Ignacio Marcos, cestista argentino (Rosario, n. 2000)
- Juan Ramón Marrero, ex cestista spagnolo (Las Palmas de Gran Canaria, n. 1963)
- Juan Antonio Martínez Arroyo, ex cestista spagnolo (Madrid, n. 1944)
- Juan Carlos Martínez, ex cestista dominicano (San Cristóbal, n. 1977)
- Juan Martos, ex cestista spagnolo (Sant Adrià de Besòs, n. 1939)
- Juan Carlos Mazzini, cestista argentino (Castelar, n. 1940 - † 2013)
- Juan Mendez, ex cestista canadese (Montréal, n. 1981)
- Juan Mignone, ex cestista uruguaiano (Montevideo, n. 1961)
- Andrés Mitrovic, cestista cileno (Iquique, n. 1921 - † 2008)
- Juan Manuel Moltedo, ex cestista uruguaiano (Montevideo, n. 1974)
- John Morales Tricoche, ex cestista portoricano (New York, n. 1939)
- Juan Antonio Morales, ex cestista spagnolo (Bilbao, n. 1969)

## N(2)
- Juan Carlos Navarro, ex cestista e dirigente sportivo spagnolo (Sant Feliu de Llobregat, n. 1980)
- Juan Núñez, cestista spagnolo (Madrid, n. 2004)

## O(3)
- Antonio Oré, cestista peruviano (Lima, n. 1914 - Lima, † 1994)
- Juan Antonio Orenga, ex cestista e allenatore di pallacanestro spagnolo (Castellón de la Plana, n. 1966)
- Juan Ostoic, cestista e allenatore di pallacanestro cileno (Huara, n. 1931 - † 2020)

## P(2)
- Juan Pattillo, ex cestista statunitense (Dallas, n. 1988)
- Juan Pablo Piñeiro, cestista cubano (L'Avana, n. 1990)

## R(8)
- Antonio Reyes, cestista messicano (n. 1962 - † 2019)
- Juan Ramón Rivas, cestista statunitense (Orlando, n. 1994)
- Ramón Rivas, ex cestista portoricano (Carolina, n. 1966)
- Juan Roca, cestista cubano (L'Avana, n. 1950 - L'Avana, † 2022)
- Johnny Rodríguez, ex cestista portoricano (San Juan, n. 1940)
- Nacho Romero, ex cestista spagnolo (Pedroche, n. 1973)
- Juan Rosa, ex cestista spagnolo (Jerez de la Frontera, n. 1968)
- Juan Antonio Rosa, ex cestista spagnolo (Malaga, n. 1969)

## S(5)
- Sebas Saiz, cestista spagnolo (Madrid, n. 1994)
- Juan Ignacio Sánchez, ex cestista argentino (Bahía Blanca, n. 1977)
- Juan Antonio San Epifanio, ex cestista spagnolo (Saragozza, n. 1959)
- Juan Pablo Silveira, ex cestista uruguaiano (Salto, n. 1986)
- Juan Miguel Suero, cestista dominicano (Santo Domingo, n. 1993)

## T(5)
- Juan Palacios, cestista colombiano (Medellín, n. 1985)
- Juan Guillermo Thompson, cestista cileno (San Bernardo, n. 1938 - † 1995)
- Juan Toscano, cestista statunitense (Oakland, n. 1993)
- Juanjo Triguero, ex cestista spagnolo (Gandia, n. 1983)
- Juan Trinidad, ex cestista portoricano (n. 1960)

## U(2)
- Juan Carlos Uder, cestista argentino (Sarandí, n. 1927 - † 2020)
- Juan Bautista Urberuaga, ex cestista venezuelano (n. 1943)

## V(3)
- Juan Pablo Vaulet, cestista argentino (Córdoba, n. 1996)
- Leopoldo Vázquez, ex cestista cubano (L'Avana, n. 1971)
- Juan Vicéns, cestista portoricano (Ciales, n. 1934 - Ponce, † 2007)

## Z(1)
- Juan Zitko, ex cestista cileno (Iquique, n. 1932)